# Гастон Мацакане
Гастон Мацакан (на испански: Gastón Mazzacane) е бивш аржентински пилот от Формула 1.
Роден е на 8 май 1975 година в Ла Плата, Аржентина.
В световния шампионат на Формула 1 записва 21 участия с отборите на Минарди и Прост, като не успява да запише точки.